# 電荷共軛對稱
物理學中, 電荷共軛對稱或稱C對稱（英語：C-symmetry）表示物理定律在電荷共軛轉換中的對稱性。電磁作用、重力作用、強作用等現象都遵守C對稱，但弱作用則違反C對稱。

## 電磁學中的電荷反轉
不論是古典或量子的電磁學定律，在電荷共軛的運算中皆保持不變；也就是當我們將電荷q改成−q，所有的電場與磁場的方向也跟著反轉，因此動力學形式保持不變。以量子場論的語言來說，電荷共軛的轉變式為：
1. {\displaystyle \psi \rightarrow -i({\bar {\psi }}\gamma ^{0}\gamma ^{2})^{T}}
2. {\displaystyle {\bar {\psi }}\rightarrow -i(\gamma ^{0}\gamma ^{2}\psi )^{T}}
3. {\displaystyle A^{\mu }\rightarrow -A^{\mu }}

注意到這些轉換式並未改變粒子的手徵性。一個左手性的微中子會轉變成左手性的反微中子，在標準模型中並不發生交互作用。此性質意義上即弱作用中，C對稱的最大違反（maximal violation）。在一些標準模型的延伸發展中，比如左右對稱模型恢復了C對稱性。

### 書目
- Sozzi, M.S. . Oxford University Press. 2008. ISBN 978-0-19-929666-8.